# Enrique Ayala

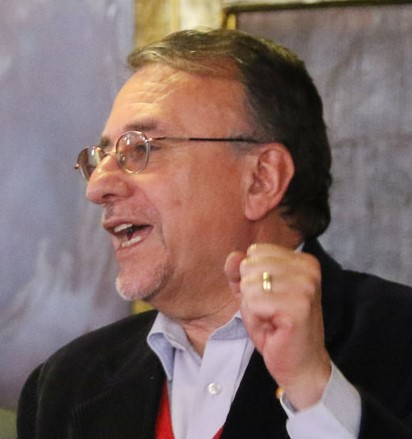
Enrique Ayala

Manuel Enrique Alejandro Ayala Mora (* 13. November 1950 in Ibarra) ist ein ecuadorianischer Historiker, Politiker der Partido Socialista – Frente Amplio und Intellektueller. Er ist Rektor des Sitzes der Universidad Andina Simón Bolívar in Quito.
Ayalas Vater war Verwaltungsbeamter und Politiker. Für die Partei José María Velasco Ibarras war er 1960 bis 1962 Mitglied des ecuadorianischen Parlaments, von 1953 bis 1955 und von 1970 bis 1972 war er Gouverneur der Provinz Imbabura. Ayala Mora erlangte 1972 die Licenciatura und 1975 den Doktorgrad in Erziehungswissenschaften an der Pontificia Universidad Católica del Ecuador. 1982 erhielt er den PhD in Geschichtswissenschaft an der Universität Oxford. Er arbeitet als Rektor der UASB und als Professor an der Universidad Central del Ecuador. 1997 und 1998 war er Mitglied der Verfassungsgebenden Versammlung.

## Schriften (Auswahl)
- Nueva Historia del Ecuador (als Herausgeber), (15 Bände), Quito, Corporación Editora Nacional-Grijalbo, 1988–1995.
- El socialismo y la nación ecuatoriana, Quito, Ediciones La Tierra, 2005.
- Resumen de Historia del Ecuador, Quito, Biblioteca General de Cultura, volumen 1, Corporación Editora Nacional, 13a. ed., 2006.
- Enseñanza de integración en los países andinos, Lima, Secretaría General de la CAN, 2006.